# Dicksonia pubescens
Dicksonia pubescens là một loài dương xỉ trong họ Dicksoniaceae. Loài này được Sw. mô tả khoa học đầu tiên..
Danh pháp khoa học của loài này chưa được làm sáng tỏ. 